# 红色毛癣菌
红色毛癣菌（學名：Trichophyton rubrum）是毛癣菌属下的一個種，是人源的皮癣菌，引起常見的皮肤浅部真菌病，如手癣、足癣、頭癣等。红色毛癣菌是引致東南亞地區及澳洲北部的原住民體癬的真菌，且隨著越戰的發展，由返回國家的軍人及難民被帶至世界各地。現時世界各地大部份皮癣的病源多是由红色毛癣菌引致的。

## 圖集
- 在培養基下的红色毛癣菌
- 红色毛癣菌所引起的輪癬
- 红色毛癣菌所引起的趾甲真菌病，俗稱灰甲

## 外部連結
- 微生物免疫學-Trichophyton species(毛癬菌屬) （页面存档备份，存于）